# Meso
Meso je živalsko mišično tkivo, ki ga zauživamo kot hrano.:1 Najpogosteje se izraz meso nanaša na obkostno mišično tkivo, maščobno tkivo in druga tkiva, ki so običajno poleg teh. A meso lahko pomeni tudi druga užitna tkiva živali, celo drobovje ali vampi. Definicija pa je zna biti zožana na meso, ki ni ribje ali iz morskih sadežev ali celo perutnine ali česa drugega, temveč je pridelano iz mesa sesalcev za potrebe človeške prehrane. Ljudje smo vsejedi, meso pridobljeno z lovom je bilo del prehrane še v prehistorični dobi. Civilizacija je omogočila udomačenje živali, kakršne so piščanci, ovce, prašiči in govedo, kasneje pa tudi celo produkcijo mesa v obsegu industrije. Meso je večinoma sestavljeno iz vode, beljakovin in maščobe, običajno se ga zauživa ob drugi hrani. Lahko se ga zaužije surovega, a je običajno začinjeno, posušeno, skuhano ali pečeno. Meso se lahko predeluje na vrsto načinov. Nepredelano meso se lahko pokvari v nekaj urah ali dneh zaradi bakterij ali gliv, kar sčasoma vodi v razkroj.
Potrošnja mesa ni enakovredno razporejena po svetu, vloga v prehrani je pogojena kulturno ali z verskimi predpisi, odraža tudi ekonomski stalež. Vegetarijanci izbirajo prehrano, ki ne vsebuje mesa iz pomislekov etične, ekonomske, okoljske ali zdravstvene narave, pomembno vlogo pri gibanju pa odigra tudi narava pridelave mesa in potrošnja mesa.
V Evropi najbolj pogosto uporabljamo govedino, svinjino, perutnino in ribe. Gojenje živali za zakol se imenuje vzreja. Meso pomeni za zdravje ljudi tudi določeno tveganje. Nekatere nalezljive bolezni se prenašajo z mesom, predvsem takim, ki ni ustrezno termično obdelano. Povzročajo jih zajedavci, ki živijo v živalskih tkivih in se s hrano prenesejo v človeka. Najbolj znani od njih so trakulje, metljaj, virusi, kot so H5N1 (ptičja gripa) ipd.

## Zgodovina
Paleontologija dokazuje, da je meso bil del običajne prehrane tudi najbolj zgodnjih ljudi.:2 Zgodnji lovec/nabiralec je potreboval organiziran lov na velike živali, kakršni so bili bizoni in srnjad.:2
Vzreja in živinoreja je bila zgolj posledica udomačitve, za katero imamo dokaze, da se je zgodila s koncem zadnje ledene dobe  10.000 let pred štetjem. Te pomembne izboljšave so bile tudi ključne pri hkratnem porajanju zgodnjih civilizacij. 
- Ovce, izvirajoče iz zahodnje Azije, so bile udomačene s pomočjo psov še pred ustanavljanjem strjenega poljedelstva v 8 tisočletju pr.n.št.[2]:3 Nekaj vrst ovčjadi so bile vzrejene v stari Mezopotamiji ali starem Egiptu od 3500-3000 pr.n.št.[2] Trenutno poznamo več kot 200 različnih vrst.
- Govedo je bilo udomačeno v Mezopotamiji s strjenim poljedelstvom 5000 pred štetjem. Moderno govedo se deli na skupini Bos taurus (Evropsko govedo) in Bos indicus (zebu, tudi grbasto govedo), ki sta izšle iz sedaj že izumrle skupine turov.[2]:5 Vzreja goveda se je specializirala za predelavo govedine, pridelavo mleka in premagovanje sušnih obdobij, sorazmerno pozno, šele v sredini 18.stoletja.[2]

- Domači prašič, udomačeni iz divjih merjascev kolikor vemo 2500 pr.n.št., v prostorih današnje Madžarske. Tudi zgodnja keramika  in Egipta uprizarja divje prašiče.[2]:8 Svinjske klobase in šunka so bile pomembno trgovsko blago v antičnih časih.[2]:8 Prašiče se še vedno intenzivno vzreja, tako se izboljšuje pridelava mesa, ki je najboljše za mesne izdelke.[2]:9

Ostale živali so ali so bile vzrejene ali lovljene za pridelavo mesa. 
- Konjsko meso je običajno del prehrane v Franciji, Italiji, Nemčiji in Japonski, pa tudi drugje.
- Zajčje meso
- Pasje meso je del prehrane na Kitajskem.[3] Južni Koreji[4] and Vietnam.[5], jedo jih tudi občasno na Arktiki.[6]
- Meso mačk je del prehrane v Južni Kitajski in Peruju.[7]
- Morski prašički so vzgojeni za prehrano na Andih.[8]
- Kiti and delfini so lovljeni tudi za meso na Japonskem, Aljaski, Sibiriji, Kanadi, Ferskih otokih, Grenlandiji, Islandiji in malih skupnostih Indonezije.

Današnje kmetijstvo se posluži veliko tehnik , ki usmerjajo evolutivni razvoj živali pospešeno v smer, ki je po željah živinorejcev.:10 Kot primer takšne znanstvene vzreje so živinorejci zaradi medijskih pomislekov o zdravju ob nasičenih maščobah, ki jih potrošnik dobi v mesu v osemdesetih letih dvajsetega stoletja, poskrbeli, da je vsebina maščevja govedine iz Združenega kraljestva upadla iz 20–26 procentov pa do 4–8 procentov v nekaj desetletij. Selektivna vzreja za vitkost, spremenjene metode v mesarstvu, so dosegle boljše meso za potrošnike.:10 Metode genetskega inženirstva usmerjene k izboljšavi mesne produkcije so prav tako postale možne.:14
Četudi je mesna predelava ena najstarejših poklicev, sedaj celo industrija, je mesna produkcija močno pod vplivom razvijajočih zahtev potrošnikov. Ponudba, ki je bila prej pogojena s kvaliteto po verskimi predpisi opravljeno predelavo mesa, je sedaj usmerjena v trg prepakiranega mesa, kar prinaša povpraševanje po pasmah velikih dimenzij, ki so tako bolj zaželene za bolj učinkovito obdelavo.:11 Trendi so naklonjeni tudi obdelavi živali, ki so bile prej neobičajne, divje, okretne živali se sedaj gojijo in krmijo za mesne izdelke, praviloma zato, ker so njihovo mišično tkivo bolje razvito od goveda, ovac ali prašičev. Tako se lahko dobi meso jelena, divjega prašiča, antilope, zebre, kamele. Dobi se celo meso živali, ki niti niso sesalci, meso krokodila, emuja, noja. Odpira se tudi trg bio kmetijstva in tako ponudba mesa živali, ki je nahranjena le s krmo pridelano na biokmetijah.

## Obdelava mesa za hranjenje in konzervacijo
Meso se hrani v močno ohlajenih prostorih s temperaturo med -1 °C - 2 °C). Če je že obdelano meso pakirano v vakuumu in tako hlajeno, naj ostane tako do zadnjih minut pred kuhanjem, odprto pakiranje naj ostane na voljo le par dni. Meso naj ne bo pakirano v plastičnih vrečkah, saj to omogoči boljšo rast bakterij. Prav tako meso pri hranjenju ločite od drugih vrst hrane. Še posebej je pomembno pri rezanem mesu, da se ga v nekaj urah po odprtju použije, saj po sami naravi mesa omogoča odprtje ovoja ogromne površine oksidacije mesa. Nenasičene maščobe so manj odporne na razpad od nasičenih, zato imajo krajši rok porabe. Hladilnik ali klet morata biti zaprta, hladna in neosvetljena.
Za zmrznjeno meso je priporočljivo, da je meso v čimkrajšem času podhlajeno, saj počasnejše hlajenje gradi ledene kristale v mišičnem tkivu in prej morebitno rahlo meso postane trdo. Idealna temperatura za hranjenje zmrznjenega mesa je -45 °C, trajnost takšnega mesa pa zna biti odvisna od vrste mesa, a zdrži tudi več kot pol leta brez škode.

### Konzervirano meso in sušenje
Tehnika sušenja mesa na soncu je ena najstarejših tehnik hranjenja mesa. Surovo meso, puščeno na soncu več tednov, mesecev ali celo let, je možno le v prostorih suhe klime, omogoča pa visoko hranljivo prehrano v vseh časih. Sušenje se pospeši s prebadanjem večjih kosov, s soljenjem teh lukenj in rednim spreobračanjem mesa. Sušenje mesa pobere vso vodo z mišic, kar lahko povzroči celo do polovico zmanjšano velikost težo mesa, to pa cenijo predvsem popotniki, lovci, nomadi, gorski pastirji in vojaki. Sol, ki je značilna kot konzervans, je postala obogatena z drugimi začimbami (čili, poper, paprika) in dimljenjem.
Obdelava mesa je razdelitev mesa na večje kose, ki so podhlajeni ali v obdelavi, in na manjše kose, ki se predelajo v zrezke, mleto meso, klobase, salame in kot take že vsebujejo vse začimbe in konzervanse in so nato prepuščene sušenju in dimljenju.

### Toplotna obdelava
Obdelava se razlikuje tako v toplotni obdelavi kot v velikosti kosa mesa, ki je izpostavljen takšnemu procesu.
Veliki kosi mesa se pri kuhanju zmehčajo in so tako lažje žvečljivi in prebavljivi. Kuhanje zna biti tudi precej dolgo, tudi več ur, zato se priporoča tudi lonec pod pritiskom. Kuhanje mesa je primerno za govedino, svinjino, ovčetino in perutnino. Voda, ki preostane pri kuhanju takšnega mesa (lahko tudi kosti, repa) je osnovna sestavina za juhe in podobne jedi. Kuhana govedina in goveja juha so del tradicionalne praznične kulinarike.
Dušenje oziroma kuhanje na pari je proces, ko meso grejemo na nižji temperaturi v zaprti posodi in tako mehčamo koščke mesa s pomočjo minimalne količine vode in vročega zraka.
Meso se tudi izpostavi ognju in vročini in tako peče. Pri tem se lahko uporabi železno podlogo v obliki plošče ali rešetke, ki prenese visoke temperature. Takšno meso ni tako mehko kot kuhano, a ima zelo dober okus. Vrtenje na žaru je najbolj eleganten način pečenja velikih kosov mesa.
Narezani kosi mesa pečeni na masti so odličen način, da se postreže zrezke, fileje, kotlete, nabodala, lahko pa se uporablja tudi za drobovje, možgane.
Cvretje je toplotna obdelava mesa v večji količini olja ali masti, kar pomeni višje vrelišče oziroma izpostavljenost višjim temperaturam (preko 200 stopinj Celzija). Zunanji del mesa tako zakrkne, notranji del mesa pa ostane rožnato.
Obarjanje se imenuje kuhanje mesa skupaj z različnimi sestavinami in dodatki v razmeroma gosto samostojno jed, katere pomemben del je meso, v osnovi pa je jed mešana in kuhana, ob dovoljšni gostoti se uporablja tudi za omako.

## Rast in razvoj živali zaradi njihovega mesa
Kmetijska znanost je prepoznala nekaj faktorjev, ki vplivajo na rast in razvoj mesa pri živinoreji oziroma pridelavi mesa.

### Genetika
| Lastnost                         | Dednost |
| -------------------------------- | ------- |
| Učinkovitost razmnoževanja       | 2–10%   |
| Kvaliteta mesa                   | 15–30%  |
| Rast                             | 20–40%  |
| Sorazmerje mišično tkivo/maščobe | 40–60%  |

Nekaj gospodarsko pomembnih lastnosti mesa v živalih je dednih vsaj v omejenem obsegu (glej tabela) in so tako lahko selektivno  izkoriščene pri vzreji. Pri živini so nekatere lastnosti, ki odločajo o velikosti, vpisane v nedominantnih genih, kar vzrejo lahko napravi težavno in ne vedno pod uspešnim nadzorom. Tako se lahko pojavi nenadno tudi pritlikavost, ko potomec postane nenavadno majhen; Miostatin, podvojene mišice ali hipertofija mišic pa napravi žival nenavadno mišičasto, kar tudi podvoji tržno vrednost živali.:18 Genska analiza še vedno razkriva genske mehanizme, ki nadzorujejo endokrini sistem živali in tako razne efekte, ki vplivajo pri rastoči živali na rast njenega mesa in njegovo kvaliteto.:19
Tehnike genetskega inženiringa lahko posledice, ki jih želimo doseči z vzrejo, doseže v krajšem času, saj dovoli identifikacijo in osamitev genskega koda za dosego določenih lastnosti in tako vnos novega genskega koda v obstoječi genom živali..:21 Takšna manipulacija zahteva raziskave in načrt genoma ovce, goveda in prašičev. Nekaj tega znanstvenega dela je že prineslo tudi tržne uspehe. Bakterija z rekombinirano DNA je bila ustvarjena z željo, da izboljša prebavljanje trave v vampih goveda. Uspeli so tudi gensko spremeniti nekatere lastnosti mišičnega tkiva.:22

### Okolje
Izredno pomembno za gospodarjenje z živino je regulacija temperature. Večina sesalcem stremi k stabilni telesni temperaturi. Ohlajena temperatura povečuje razvoj in odraščanje živali, večja temperatura zavira razvoj. Statična magnetna polja tudi zavirajo razvoj. Glede na obliko in ogrevanje preko tkiva, usnja in krzna, nekatere živali prenesejo znatno večje temperaturne padce od drugih.:23

### Prehrana
Kvaliteta in količina mesa na živali je odvisna od siceršnjega prehranjevanja te živali, ki je lahko bila preveč ali premalo hranjena. Znanost nima še povsem jasnih stališč do tega, kako prehrana vpliva na konstitucijo živali.:25
Sestava diete, še posebej beljakovin, je prav tako pomemben faktor živalske rasti.:26 Prežvekovalci, ki lahko predelujejo celulozo in drugih balastnih snovi, so bolje pripravljene za nizko hranljive diete,  a prežvekovalni mikroorganizmi razgradijo visokokvalitetne beljakovine, če so v preveliki meri zaužite.:27 Skrb za dovoljšne in učinkovite količine beljakovin v prehrani je tako bistvena za mesne izdelke na povprečno starost živali. Živali hranijo s formalinom, da se aminokisline ne razgradijo ob vstopu v vampe. Gnoj predelujejo in ga tako ponovno ponudijo kot hrano živini skupaj s hranilnimi koncentrati. Delno pretvarjanje petrolejevih hidrokarbonatov v beljakovine in z mikrobakterijskimi delovanji.:30 To so le ene od tehnik, ki dosegajo optimalno predelavo beljakovin v mišično tkivo.
Rastlinska krma za živali pomeni tudi tveganje okoljskih posebnosti. Pomanjkanje ali presežek hranil, mikrohranil je namreč lahko vzrok mnogih obolenj.:29 V Avstraliji, na primer, zemlji primanjkuje določenih fosfatov, zato živina prejema dodatne fosfate za učinkovito pridelavo govedine.:28 Prav tako v Avstraliji so ovce in živina v določenih območjih tudi ob zaraščenih pašnikih izgubljale apetit in umirale od lakote. Ugotovilo se je, da je bilo to posledica pomanjkanja kobalta v prsti pašnikov.:29 Rastlinski toksini so prav tako rizik poškodovanja živali. Težava so tudi onesnaževalne snovi, ki se nabirajo, bioakumulirajo, predvsem v mišičnem tkivu in so tako lahko strupene tudi za potrošnike.:30

### Človeško posredovanje
Proizvajalci mesa želijo velikokrat povečati kemično razmnoževanje samic z vnašanjem gonadotropičnih hormonov ali hormonov, ki izzvajo ovulacijo. Neplodnost udomačenih prašičev je še posebej težavna zaradi presežne debelosti.:32 Umetna inseminacija je sedaj rutinsko izrabljena za vzrejo najboljše možne genetske kvalitete, učinkovitost pa se še poveča s sinhronizacijo ovulacijskih ciklov med samicami v hlevu ali v drugačni skupinski sestavi.:33
Rastni hormoni, še posebej anaboliki, kakršni so steroidi, se uporabljajo v nekaterih državah za pospeševanje mišične rasti pri živalih.:33 Ta praksa je povzročila mednarodni spor v menjavi na temo govejih hormonov. Posledično se je meso manj rahlo, gibko, sestava mišičnega tkiva pa se je spremenila.:36ff Kastracija samcev, ki olajša delo in nadzor na njimi, pa gre navzkriž z efekti použitih hormonov.:33

## Biokemična sestava

### Rdeče in belo meso
Meso se sortira široko na belo in rdeče meso, kar je odvisno od koncentracije mioglobina v mišičnem tkivu. Ko je mioglobin izpostavljen kisiku, nastane rdeči oksimioglobin, kar se lepo vidi na barvi mesa. Rdečica je različna glede na vrsto, starost in tip tkiva. Rdeče meso vsebuje več tanjših mišic, ki so zmožne krčenja tudi za daljše obdobje brez vmesnega počitka. Belo meso je praviloma sestavljeno iz širših tkiv, ki pa so navajene krčenja v kratkih sunkovitih obdobjih, nakar potrebujejo počitek.:93
Splošno šteje govedina, ovčetina, kozletina in konjsko meso za rdeče meso, perutnina pa belo meso.

## Prehranski podatki
| Vir                   | kalorije | beljakovine | Ogljikovi hidrati | maščobe |
| --------------------- | -------- | ----------- | ----------------- | ------- |
| ribe                  | 110–140  | 20–25 g     | 0 g               | 1–5 g   |
| piščančje prsi        | 160      | 28 g        | 0 g               | 7 g     |
| jagnje                | 250      | 30 g        | 0 g               | 14 g    |
| goveji zrezek         | 210      | 36 g        | 0 g               | 7 g     |
| goveja pečenka kotlet | 450      | 25 g        | 0 g               | 35 g    |

Vsa mišična tkiva imajo visoko vsebnost beljakovin, vsebujejo vse esencialne aminokisline in so tudi dober vir cinka, vitamina b12, vitamina b6, selena, fosforja in železa. Nekaj mesa ima tudi visoko vsebino vitamina K. Mišično tkivo ne vsebuje veliko ogljikovih hidratov ali vlaknin. Četudi okusnost mesa ni vedno pravilo, so vsebnosti proteinov, vitaminov, mineralov praviloma konsistentna ne glede na izbiro mesa.
Tabela kaže na vsebnost prehranskih vrednosti glede na različno meso. Meso najbolj variira ravno pri vsebnosti maščob.

## Kvarjenje in konzervacija
Sveže meso, ki ni na nek način tretirano ali zaščiteno, se lahko že v nekaj urah ali dneh pokvari, spremeni okus ali okuži z infekcijo. Kvarjenje je posledica neizogibne infekcije in posledično dekompozicije s pomočjo gliv in bakterij, ki so že bile del same živali ali pa so jih prinesli na meso ljudje z dotikom rok ali orodij. Meso je lahko na voljo tudi dalj časa, a ne za neskončno obdobje. Pri tem je pomembno slediti ostrim zahtevam higiene in poskrbeti za varnost hrane, pravilno konzerviranje hrane in pravilno skladiščenje hrane. Brez uporabe konzervansov, stabilizatorjev, maščobe v mesu prav tako razpadejo po kuhanju ali predelavi, kar ponovno spremeni okus.

## Težave, polemike
Meso je neizpodbitno del prehrane človeštva v mnogih kulturah, kjer nosi med drugim tudi simbolni pomen in je del družbenih prireditev. Mnogi ljudje pa se odločijo, da mesa ne bodo jedli, kar imenujemo vegetarijanstvo, ali celo, da ne bodo jedli nobenih izdelkov, ki nastanejo s pomočjo živali, kar imenujemo veganstvo.
Veliko raziskav odkriva korelacije med mesno prehrano ter rakom in žilnimi težavami. Glede na množičnost pridelave kot potrošnje mesa so postavila tudi vprašanja varovanja okolja. Množičnost živali, ki živijo zelo strjeno samo za produkcijo mesa, ustvarja tudi emisije plinov, ki jih naslavljajo strokovnjaki podobno kot se to počne pri avtomobilskih plinih.
Mesna predelovalna industrija pozna zdaj celo serijo različnih afer, ki se tičejo tako porekla, kvalitete kot same postrežbe. Pri tem ne izstopajo glede na siceršnjo predelovalno industrijo, a afere pomembno zaznamujejo naše dojemanje potrošnje mesa, ki pa je še vedno pomembna in tradicionalno za telo vitalna za zdravo prehrano. Najpomembnejše afere so bile pri trženju velikih količin mesa, ki se kasneje ni izkazalo po evidencah niti meso iste vrste živali, kot bi morala biti. Vsaj v slovenskem prostoru imamo težavo predvsem s poreklom živali, saj se prodaja tudi uvoženo meso kot slovensko.

### Imitacije mesa
Na voljo je veliko imitacij mesnih izdelkov za stranke, ki ne želijo jesti mesa kot takega, a želijo izbrati izdelek s proteini, teksturo in lastnostmi mesa in vsaj približni okus, ki velja za meso. Takšni izdelki so praviloma iz predelane soje, tofuja, žitnega glutena, graha, sončničnih semen, ajdove kaše ali celo gob (izraz je quorn).

### Največji prizvajalci mesa na svetu po državah (2013)[14]
| Vrstni red | Država    | Prizvedenega mesa v tonah |
| ---------- | --------- | ------------------------- |
| 1          | Kitajska  | 85180                     |
| 2          | ZDA       | 42642                     |
| 3          | Brazilija | 26011                     |
| 4          | Nemčija   | 8544                      |

### Največji proizvajalci mesa na svetu po celinah (2013)[14]
| Vrstni red | Država   | %    |
| ---------- | -------- | ---- |
| 1          | Azija    | 42,3 |
| 2          | Amerike  | 31,4 |
| 3          | Evropa   | 18,7 |
| 4          | Afrika   | 5,6  |
| 5          | Oceanija | 2    |

## Zdravje
Obstaja zaskrbljenost in razprava glede morebitnega povezovanja mesa, zlasti rdečega in predelanega mesa, s številnimi zdravstvenimi tveganji.
V smernicah prehrane za Američane za obdobje 2015-2020 so moške in najstniške fante pozvali, naj povečajo uživanje zelenjave ali drugih podužitvenih živil (sadje, cela zrna in mlečni izdelki), medtem ko naj zmanjšajo vnos beljakovinskih živil (meso, perutnina in jajca), ki jih trenutno prekomerno uživajo. Medtem ko se trenutne slovenske smernice ne opredeljujejo do primerne količine zaužitega mesa, avstrijske smernice svetujejo uživanje od 0 do 450 g in francoske od 0 do 500 g mesa tedensko, španske smernice pa svetujejo od 0 do 3 porcije mesa tedensko. Trenutna poraba mesa v Sloveniji je 1463 g tedensko za moške in 987 g za ženske.

### Kontaminacija
Različne strupene spojine se lahko znajdejo v mesu, vključno s težkimi kovinami, mikotoksini, ostanki pesticidov, dioksini in polikloriranimi bifenili (PCB). Predelano, dimljeno in kuhano meso lahko vsebuje karcinogene, kot so policiklični aromatski ogljikovodiki.
Strupi se lahko v meso vnašajo prek krme za živali, ostankov veterinarskih zdravil ali med postopki predelave in kuhanja. Pogosto se te spojine lahko presnavljajo v telesu in tvorijo škodljive stranske produkte. Negativni učinki so odvisni od posameznikovega genoma, prehrane in zgodovine uživanja hrane. Strupenost vsake kemikalije je odvisna tudi od odmerka in časa izpostavljenosti.

### Rak
Obstajajo pomisleki glede povezave med uživanjem mesa, še posebej predelanih in rdečega mesa, ter povečanim tveganjem za raka. Mednarodna agencija za raziskave raka (IARC), specializirana agencija Svetovne zdravstvene organizacije (SZO), je predelano meso (npr. slanina, šunka, hrenovke, klobase) uvrstila med "rakotvorne za ljudi" (skupina 1), na podlagi "dovolj dokazov" pri ljudeh, da uživanje predelanega mesa povzroča rak debelega črevesa." IARC je tudi uvrstila rdeče meso med "verjetno rakotvorne za ljudi" (skupina 2A), na podlagi "omejenih dokazov", da uživanje rdečega mesa povzroča raka pri ljudeh, in "močnih" mehanističnih dokazov, ki podpirajo rakotvorni učinek."

Ugledna mednarodna združenja kot so Cancer Research UK, National Health Service (NHS) in National Cancer Institute so izjavili, da uživanje rdečega in predelanega mesa povečuje tveganje za rak debelega črevesa. American Cancer Society je v svojih "Smernicah za prehrano in telesno dejavnost" izjavila, da so dokazi o tem, da rdeče in predelano meso povečujeta tveganje za rak, prisotni že desetletja, in mnoge zdravstvene organizacije priporočajo omejitev ali izogibanje tem živilom. Kanadsko združenje za rak je izjavilo, da "uživanje rdečega in predelanega mesa povečuje tveganje za rak".
Pregled iz leta 2021 je ugotovil, da obstaja povečano tveganje za več vrst raka za 11–51 % na vsakih 100 g/d povečanja uživanja rdečega mesa in za 8–72 % na vsakih 50 g/d povečanja uživanja predelanega mesa.

### Bakterijska kontaminacija
Na mesnih izdelkih so bile opažene bakterijske kontaminacije. Študija iz leta 2011, je pokazala, da je bilo skoraj polovica (47 %) mesa in perutnine v trgovinah v Združenih državah Amerike kontaminirana s S. aureus, pri čemer je bila več kot polovica (52 %) teh bakterij odporna na antibiotike. Preiskava, ki sta jo leta 2018 izvedla Bureau of Investigative Journalism in The Guardian, je pokazala, da vsako leto okoli 15 odstotkov prebivalstva ZDA zboli za boleznimi, ki jih povzroča uživanje onesnažene hrane. Preiskava je tudi razkrila nezdravne razmere v mesnih obratih v ZDA, kjer so bili mesni izdelki prekriti s fekalijami in abscesi, "polnimi gnoja".

### Diabetes
Pregled iz leta 2022 je ugotovil, da uživanje 100 g/dan rdečega mesa in 50 g/dan predelane mesnine povečuje tveganje za diabetes.
Diabetes UK svetuje, da ljudje omejijo vnos rdečega in predelanega mesa.

### Bolezni srca
Pregled iz leta 2012 je ugotovil, da predelano rdeče meso povečuje tveganje za koronarno srčno bolezen, medtem ko neobdelano rdeče meso povzroča manjše povečanje ali ni tveganja. Pregled je zaključil, da tako neobdelano rdeče meso kot predelano meso nista koristna za kardiometabolično zdravje.
Pregled iz leta 2021 je sklenil, da, razen za perutnino, neobdelano rdeče meso in predelano meso pri 50 g/dan izgledata kot dejavnika tveganja za ishemično srčno bolezen, pri čemer se tveganje poveča za približno 9 % in 18 %, ločeno.
Pregled iz leta 2022 je ugotovil, da je visoka poraba rdečega mesa povezana z 15-odstotnim povečanim tveganjem za srčno-žilne bolezni.